# Нёддесбо, Йеспер
Йеспер Бриан Нёддесбо (дат. Jesper Brian Nöddesbo; род. 23 октября 1980 года, Хернинг) — датский гандболист. Олимпийский чемпион 2016 года и чемпион Европы 2008 года в составе сборной Дании.

## Карьера

### Клубная
Йеспер Бриан Нёддесбо начинал свою карьеру в Дании, выступая за ТВИС Холстебро и Колдинг. В Составе Колдинга Йеспер выиграл два раза чемпионат Дании и два раза выиграл кубок Дании. В 2007 году Йеспер Бриан Нёддесбо перешёл в испанскую Барселону, в составе которой много раз становился чемпионом Испании, два раза выигрывал лигу чемпионов ЕГФ в 2011 и 2015 году.

### В сборной
Йеспер Бриан Нёддесбо выступает за сборную Дании и провёл 212 матчей и забросил 426 голов.

## Награды
- Победитель лиги чемпионов ЕГФ: 2011, 2015
- Победитель чемпионата Дании: 2005, 2006
- Лучший бомбардир чемпионата Дании: 2006
- Обладатель кубка Дании: 2005, 2007
- Победитель чемпионата Испании: 2011, 2012, 2013, 2014, 2015, 2016
- Обладатель суперкубка Испании: 2009, 2010, 2013, 2014, 2016
- Обладатель кубка Испании: 2010, 2012, 2013, 2014, 2015, 2016
- Обладатель кубка дель Рей: 2009, 2010, 2014
- Победитель летних Олимпийских игр 2016
- Победитель чемпионата Европы 2008